# Candice Dare
Candice Dare (Olympia, Washington; 25 de febrero de 1990) es una actriz pornográfica y modelo erótica estadounidense.

## Biografía
Natural de la ciudad de Olympia, en el condado de Thurston (Washington), Candice Dare fue girl scout en el colegio. Tras acabar el instituto, asistió a la escuela culinaria de Seattle, y estuvo trabajando como cocinera durante la jornada completa en un restaurante. Queriendo buscar un dinero extra, estando todavía como cocinera, encontró un anuncio de un agente de la industria en el portal web de Craigslist. Tras responder al mismo voló a Los Ángeles, donde comenzó su carrera profesional.
Tras trabajar para una productora web de cine gay, fue contratada por la agencia Society 15, que la consiguió sus primeros papeles como actriz. Debutó oficialmente como actriz pornográfica en noviembre de 2012, a los 22 años.
Como actriz ha trabajado para productoras como Evil Angel, Wicked Pictures, Elegant Angel, Bangbros, Naughty America, Hard X, Jules Jordan Video, Blacked, Tushy, Pure Taboo, Brazzers, Girlfriends Films, New Sensations o Kink.com, entre otras.
En 2015 obtuvo su primera nominación en los Premios AVN en la categoría de Mejor escena de sexo en grupo por la película Manuel Ferrara's Reverse Gangbang 2, junto a Carter Cruise, Dani Daniels, Aidra Fox, Jillian Janson y Manuel Ferrara. Dos años más tarde, en 2017, grabó, junto a Cherie DeVille, su primera escena de gangbang en Gangbanged 8.
Como actriz pornográfica, ha aparecido en más de 420 películas.
Algunas películas de su filmografía son Anal Hotties 3, Big Ass Curves 3, Cheeky 2, Deep In That Ass, Fetish Fanatic 23, Gangbang Experience, Hotwife Bound 3, Massive Asses 9, Panty Pervert 2 o Wet and Wild Asses.

## Premios y nominaciones
| Año  | Ceremonia    | Resultado | Premio                                | Trabajo                             |
| ---- | ------------ | --------- | ------------------------------------- | ----------------------------------- |
| 2015 | Premios AVN  | Nominada  | Mejor escena de sexo en grupo         | Manuel Ferrara's Reverse Gangbang 2 |
| 2015 | Premios AVN  | Nominada  | Premio fan: Debutante más rompedora   | —                                   |
| 2016 | Premios AVN  | Nominada  | Premio fan: Debutante más caliente    | —                                   |
| 2019 | Premios AVN  | Nominada  | Premio fan: Artista femenina favorita | —                                   |
| 2019 | Premios XRCO | Nominada  | Unsung Siren                          | —                                   |
| 2021 | Premios AVN  | Nominada  | Mejor escena de gangbang              | Mr Saltys Swingers Club Adventure   |
| 2022 | Premios AVN  | Nominada  | Mejor escena escandalosa de sexo      | Frisky Anal Nymphos                 |